# Yehuda Leib Tsirelson

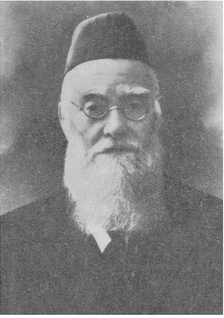

Yehuda Leib Tsirelson (Kozelec', 24 de diciembre de 1859 – Chișinău, 6 de julio de 1941) fue el Gran Rabino de Besarabia. También fue miembro del parlamento de Rumanía y un jajam importante en su comunidad judía.

## Biografía
Fue un estudiante prodigio, fue ordenado rabino a los 19 años. En esa época, publicaba en varios periódicos artículos principalmente religiosos en yidis, ruso y hebreo. En 1898, participó en una conferencia sionista en Varsovia, pero decepcionado más tarde se posicionaría por una opción más moderada. En 1908, fue nombrado rabino estatal de Kichinev y rabino mayor, y en 1911 firmó junto con otros 300 rabinos una carta contra el proceso a Menahem Mendel Beilis. En 1912, fue uno de los promotores del movimiento mundial World Agudath Israel. Durante la Primera Guerra Mundial, organizó un comité de apoyo para refugiados y  víctimas judías. Cuando Besarabia fue anexionada por la URSS en 1940, la prensa prosoviética señaló a Tsilerson como un agente anticomunista. Aunque sus convicciones personales eran contrarias al sionismo, él personalmente se comprometió a ayudar a los judíos de Chisináu y Besarabia, que habían querido emigrar a Palestina. Murió durante el primer bombardeo alemán de Chișinău, durante las fases iniciales de la Operación Barbarroja. Está enterrado en el cementerio judío de la capital de Moldavia.